# Beautiful Deformity
A Beautiful Deformity (stlizálva BEAUTIFUL DEFORMITY) a Gazette japán visual kei rockegyüttes hetedik stúdióalbuma, amely 2013. október 23-án jelent meg Japánban a Sony Music Records gondozásában. A lemez a JPU Records kiadásában jelent meg Európában. A kiadványról egyetlen dalt, a Fadelesst másolták ki kislemezként.
Az album a harmadik helyezést érte el a brit iTunes Store metalalbum-eladási listáján, illetve a másodikat a finn, az ötödiket a francia és a hetediket az olasz rockalbum-listán. A kiadvány a japán Oricon heti eladási listáján a nyolcadik helyig jutott.

## Számlista
Az összes dalszöveg szerzője Ruki. 
|     | Cím | Szerző(k)    | Hossz |
| --- | --- | ------------ | ----- |
| 1.  | Malformed Box | Ruki         | 1:27  |
| 2.  | Inside Beast | Ruki         | 3:49  |
| 3.  | Until it Burns Out | Ruki         | 3:45  |
| 4.  | Devouring One Another | Aoi          | 3:29  |
| 5.  | Fadeless | Ruki         | 4:05  |
| 6.  | Redo | Kai          | 3:49  |
| 7.  | Last Heaven | Ruki & Uruha | 4:43  |
| 8.  | Loss | Uruha        | 4:07  |
| 9.  | The Stupid Tiny Insect | Uruha        | 2:59  |
| 10. | In Blossom | Aoi          | 3:31  |
| 11. | Karaszu (鴉; Holló) | Reita        | 3:46  |
| 12. | Kuroku szunda szora to zangai to katahane (黒く澄んだ空と残骸と片翅; Az ég, ami feketében tisztult ki és a romok és törött szárnyak)) | Ruki         | 3:58  |
| 13. | To Dazzling Darkness | Uruha        | 3:51  |
| 14. | Coda | Uruha        | 2:45  |

DVD (csak a korlátozott példányszámú kiadásnál)
1. Malformed Box videóklip
2. Inside Beast videóklip